# Christophe Ferreira
Pour les articles homonymes, voir Ferreira.
Christophe Ferreira est un réalisateur français de films d'animation, animateur 2D et 3D, et dessinateur en bande dessinée, né en 1975.

## Filmographie

### Comme réalisateur
- 2004 : Publicité McDonald's "Sonic and Pucca",
- 2007 : Kitsune-pilot film, Film pilote de 2 minutes pour le long métrage Kitsune.
- 2025 : Leviathan, série d'animation japonaise adaptée du roman de Scott Westerfeld.

### Comme animateur
- 2017 : Mutafukaz, long-métrage réalisé par Shōjirō Nishimi et Guillaume Renard
- 2017 : Hirune hime, rêves éveillés, long-métrage réalisé par Kenji Kamiyama
- 2014: Crayon Shin-chan: Serious Battle! Robot Dad Strikes Back, long-métrage réalisé par Wataru Takahashi
- 2012 : Lupin III: Une femme nommée Fujiko Mine, série télé réalisée par Sayo Yamamoto
- 2002 : Lupin III : Blood Seal - Eternal Mermaid, téléfilm réalisé par Teiichi Takigushi
- 2011 : Magic Tree House, long-métrage réalisé par Hiroshi Nishikiori
- 2009 : Fullmetal Alchemist: Brotherhood, série télé réalisée par Yasuhiro Irie
- 2009: Green Lantern: Le Complot, long-métrage réalisé par Lauren Montgomery
- 2007 : Persepolis, long-métrage réalisé par Vincent Paronnaud et Marjane Satrapi
- 2002 : Le Papillon, court-métrage, 3 min 30 s, coréalisé par Jenny Rakotomamonjy et Antoine Antin.
- 2002 : Ōban, Star-Racers, série télé coréalisée par Thomas Romain et Savin Yeatman-Eiffel
- 2000 à 2004 : Publicités pour Kellogg's, animateur sur plusieurs publicités pour la compagnie Kellogg's
- 2000 : Les Lascars, série télé réalisée par Laurent Nicolas
- 1999 : Fantômette, série télé réalisée par Franck Bourgeron, Marc Perret et Stéphane Roux. Supervision des effets spéciaux.

### En développement
- 2009 : Space Opera, réalisation d'images-boards.

### Comme scénariste et auteur
- 2008 : Kitsune, écriture du scénario et réalisation d'images-board.
- 2017 : Hirune Hime, rêves éveillés, story-board.